# Copidosoma iridescens
Copidosoma iridescens är en stekelart som beskrevs av Sharkov 1985. Copidosoma iridescens ingår i släktet Copidosoma och familjen sköldlussteklar. Inga underarter finns listade i Catalogue of Life.